# Taxa de convergència
En càlcul numèric la velocitat amb la qual una successió convergeix al seu límit s'anomena ordre de convergència. Aquest concepte és, des del punt de vista pràctic, molt important si necessitem treballar amb seqüències de successives aproximacions d'un mètode iteratiu. Fins i tot pot marcar la diferència entre necessitar deu o un milió d'iteracions.

## Definició d'ordre de convergència
Suposem que la seqüència {xk} convergeix al número ξ.
Diem que la successió convergeix amb ordre q a ξ, si
{\displaystyle \lim _{k\to \infty }{\frac {|x_{k+1}-\xi |}{|x_{k}-\xi |^{q}}}=\mu {\mbox{ amb }}\mu >0.\quad \quad }
El número q s'anomena ordre de convergència.
En particular, convergència d'ordre 1 es diu convergència lineal, la d'ordre 2 convergència quadràtica i la convergència d'ordre 3 convergència cúbica.